# Erodium garamantum
Erodium garamantum là một loài thực vật có hoa trong họ Mỏ hạc. Loài này được (Maire) Guitt. mô tả khoa học đầu tiên năm 1972.